# 欧文·拉铁摩尔
欧文·拉铁摩尔（英語：Owen Lattimore，1900年7月29日—1989年5月31日），是美国东方学研究者、中国边疆问题研究者、外交家。

## 生平

### 早年
生于美国华盛顿特区Sibley医院。，不满周岁就随父亲大卫与母亲玛格丽特来到中国，其父亲精通法语、德语、拉丁语、古希腊语，先后在上海南洋公学、位于保定的直隶优级师范学堂、天津北洋大学教英文。他的弟弟里奇蒙德·拉铁摩尔是著名的古希腊文学翻译家，他的一个妹妹艾莉娜·拉铁摩尔是儿童文学作家。
从小在家中接受母亲的教育。12岁时离开中国前往瑞士洛桑附近的Collège Classique Cantonal就读。1914年前往英国就读St Bees School (1915–1919)，该校培养优秀的文科生升入牛津大学。沉迷于古典文学，特别是诗歌，并皈依了天主教。牛津大学入学成绩优异，但没有足够的学费而于1919年返回中国。
在天津英租界为一家做进出口业务的英商安利洋行工作，后来为英商安利洋行在上海的保险部工作。1920年在《京津泰晤士报》做过一年的副编辑。1921年在天津又为英商安利洋行保险部工作，负责押送运输商队。这给他游遍中国的机会并跟随一个老派的儒学人士学习中文。商业旅行也让他能跟真实地认识生活与经济。转折点是1925年在两个交战的军阀间交涉以让从归绥运输羊毛的火车通过。这场经历让他计划于1926年跟随一个驼队从内蒙古走到新疆。他在保险部的经理认为资助其在中国边疆的旅行并无益处，但仍建议打算辞职的欧文·拉铁摩尔在北京再为洋行担任一年的政府联络人。在北京开始其边疆远征前，遇到了他后来的妻子：埃莉诺·霍尔盖特（Eleanor Holgate）。二人决定从北京旅行到印度度蜜月。欧文经由陆路，埃莉诺乘火车穿过西伯利亚到达当时兴建中的土西铁路终点塞米巴拉金斯克会合。但最终计划未能完成，由于美国拒绝外交承认苏联，对途经美国赴墨西哥的苏联外交官拒签，苏联作为报复措施也对美国人拒签。拉铁摩尔1926年8月20日从归绥出发，随驼队穿越戈壁沙漠，历经1,587英里（2,554），1927年1月3日抵达新疆古城子，无法得到前往塞米巴拉金斯克的签证。埃莉诺在1927年2月份被迫乘马拉雪橇奔波17天400英里（640）去搜寻拉铁摩尔。二人在塔城相会。随后二人在新疆从北向南经天山北麓、哈密、绕道天山南麓、吐鲁番、阿克苏、喀什、莎车、和田，1927年10月翻越喀喇昆仑山口抵达英属克什米尔，并从英属印度继续前往罗马。埃莉诺后来把她的这一旅程写成了《突厥斯坦重逢》 (1934，Turkestan Reunion)一书；欧文则写了《通往突厥斯坦的荒漠之路》(1928，The Desert Road to Turkestan)与《高地鞑靼》(1930，High Tartary)。这次旅行形成了拉铁摩尔对内亚的终身研究兴趣。
当欧文1928年回到美国，因《通往突厥斯坦的沙漠之路》一书获得了很高的学术评价，英国皇家地理學會邀请其发表学术演讲。还获得了美国社会科学研究会的资助在1928/1929学年成为哈佛大学人类学学院人类地理学专业进修一年以及赴满洲旅行一年。1929-1930年东北9个月考察活动结束后写成的《满洲：冲突的摇篮》一书中，“认为中共只是中国历史上屡见不鲜的农民起义在20世纪的表现形式”。但欧文并没有正式进入攻读博士的程序，而是在1930/1931年哈佛燕京学社的研究资助，1931/1933年约翰·西蒙·古根海姆纪念基金会两次一年期的研究资助回到中国。因其在中亚的旅行与研究，1942年获得英国皇家地理學會的佩特伦金质奖章。

### 太平洋国际学会与《太平洋事务》
1934年，在《京津泰晤士报》总编辑H.G.E. Woodhead推荐下，欧文·拉铁摩尔被委任为太平洋国际学会出版的学术季刊《太平洋事务》的编辑，在北平工作。尽管有温和的官方声明，当时错综复杂的国际关系使得学会的杂志成为矛盾的论坛。拉铁摩尔后来回忆：“工作水深活热，特别是日本理事认为我太反帝，而苏联理事认为他们自己才是唯一真正的反帝战线”。如后文所述，其他人后来指责拉铁摩尔的动机使得学术让步于政治。拉铁摩尔从非常宽广的视野寻找投稿文章，使得杂志称为新观念的论坛，特别是社会科学或者社会哲学。学者与作家都被劝说成为投稿人，包括赛珍珠、一些中国文化人、职业马克思主义者。 
太平洋国际学会总干事爱德华·克拉克·卡特热衷于吸引苏联的学者的参与，要求拉铁摩尔去莫斯科与他会面。拉铁摩尔从未去过苏联，过去申请签证被拒，也非常热切希望获得苏联学者的投稿，这些人在内亚研究上有卓越的传统。但拉铁摩尔担心苏联学者对他曾经的抨击：拉铁摩尔的"经院哲学类似于哈姆雷特的发疯" ；拉铁摩尔还曾出版过伊罗生的一篇文章《中国革命之展望》，此人是三十年代在华的著名托派分子。拉铁摩尔带着五岁的儿子，在西伯利亚大铁路花了2周时间抵达莫斯科，并在莫斯科待了2周，直至1936年3月底。苏联要求太平洋国际学会及其杂志支持针对日本的集体安全倡议。拉铁摩尔回复《太平洋事务》有义务服务于各国的学会，包括日本，政治上不能选边。拉铁摩尔请求对蒙古人民共和国的访问被拒，因为“外蒙古处于备战状态，形势非常不稳定”。最终，苏联学者只投了一篇稿件。

在继续旅行到伦敦与纽约之后，1937年初拉铁尔摩尔回到北平。埃德加·斯诺首次采访陕北苏区引起的轰动，使拉铁摩尔在1937年春产生了极大兴趣。恰好此时，洛克菲勒基金会的资助下正在对中日关系进行考察研究的美国外交政策协会远东问题专家托马斯·阿瑟·毕森（毕恩来）来到北平，拉铁摩尔向毕恩来建议共同做一次与斯诺相类似的冒险旅行。美国《美亚杂志》主编菲利普·贾菲和夫人艾格尼斯·贾菲恰在此时也来到北平。拉铁摩尔、毕恩来等人兼任《美亚杂志》编辑部成员。四人组成了“《美亚》小组”，拉铁摩尔作为贾菲与毕恩来的向导和翻译一同前往，费用被全包。1937年6月7日四人乘火车离开北平，经石家庄、太原、潼关，于6月10日晚抵达西安。作为一群外国人只能自行解决前往延安的交通工具，拉铁摩尔通过一个偶然的机会认识了瑞典人埃菲·希尔（Effie Hill），此人作为来华传教的瑞典路德派传教士的儿子，在中国西北长大，三教九流、八面玲珑、神通广大，在西安开了一家出租并维修汽车的商行，承诺用他的老式道奇车把《美亚》小组送到延安。6月18日乘车离开西安，路上用了4天时间，成为第七批进入陕北苏区的外国人。抵达延安的当晚，毛泽东、董必武和丁玲等人就来到他们的住地，为他们举行了临时的欢迎晚会。随后，朱德在抗日军政大学、毛泽东在凤凰山所住的窑洞里分别会见了“《美亚》小组”。博古、周恩来接受了正式访谈。在有2000多人参加的抗大与延安“主要是统一战线的同情者而不是今天所称的坚强核心的共产党人”的大会上，《美亚》小组三人分别发表了演讲并回答了听众提问。6月24日晚离开延安。拉铁摩尔为英国《泰晤士报》撰写了《中国共产主义的基地：赴陕北之行》和《中国共产主义的今天和昨天：统一战线理论》，但当时未能发表。如果没有这三天的延安之旅，拉铁摩尔对中国社会与中国政治的认识与思考将是不完整的，延安之旅使拉铁摩尔认识到中国社会中曾经被误解和掩盖了的力量：“在回西安的路上，当我们等待汽车发动机冷却下来时，我问希尔：‘埃菲，你见过各种各样的中国人。你认为这些人怎样？’因为他在延安四处走动，跟人们攀谈过，我想听听他的反应。他说：‘告诉你吧。我遇见过很多国民党知识分子。我也曾跟军阀有来往。几乎没有什么样的中国人我没有打过交道。但是在延安，我第一次看到一位能够领导中国的人。’”
1937年底拉铁摩尔离开中国，在柏克萊用6个月写完了《中国的内亚边疆》（Inner Asian Frontiers of China）的手稿，并继续主编《太平洋事务》。该书作为美国地理学会研究丛书第21本，1940年在纽约首版。1941年12月赵敏求中译本《中国的边疆》由正中书局在重庆首版。拉铁摩尔发现“对汉族是边缘的长城，对整个的亚洲内陆却是一个中心”。 1938-1963年在约翰·霍普金斯大学佩奇国际关系学院任教，1939年担任院长。

### 第二次世界大战
苏德战争爆发后，1941年6月美国总统富兰克林·罗斯福推荐拉铁摩尔担任蒋介石的私人顾问，于当年7月到中国履职。美国学者迈克尔・沙勒在《美国十字军在中国》一书中写道：“蒋本人虽然在拉铁摩尔到达时亲自热烈欢迎，此后却没有同他多打交道。事实上，国民党的报刊立即发表一些文章，暗示拉铁摩尔持亲共产党的观点，这次来华是要迫使重庆同延安达成妥协。”国防最高委员会秘书长王宠惠认为拉铁摩尔低估了苏联对新疆的干涉。半年后太平洋战争爆发，罗斯福总统派遣史迪威将军担任蒋介石和中国战区的参谋长。1942年底拉铁摩尔结束了他在中国的一年半的使命。 
1943年任美国战时新闻局设在洛杉矶的太平洋区负责人。并在1944年6月再次由罗斯福总统推荐，担任亨利·华莱士副总统从阿拉斯加出发，经苏联远东、西伯利亚、中亚、新疆至重庆，再经外蒙古、苏联远东马加丹访问期间陪同出行的美国战时新闻局观察员。美国联邦调查局从1942年起一直在秘密调查拉铁摩尔的政治活动与社会关系达两年之久，并建议根据国家紧急状态对其预防性拘留。
1945年，拉铁摩尔出版了《亚洲的解决方案》（Solution in Asia），着重分析了战后亚洲面临的新形势，希望能出现一个独立、和平、民主的新中国，期待中国能在战后的亚洲发挥更加重要的作用。 拉铁摩尔作为美国战争赔款的波利使团成员，曾一同前往日本，参与战后工作。

### 共产间谍指控
1948年12月1日，亚历山大·格奥尔基·巴尔明，1937年叛逃的苏联驻希腊全权代办， 告诉联邦调查局的特工：苏联格鲁乌总局长扬·卡尔洛维奇·别尔津曾对他说拉铁摩尔是个苏联特务。巴尔明坚持这一说法，并在麦卡锡参议院领导的非美活动调查委员会上反复作证。
1950年3月，参议员麦卡锡在参议院泰丁斯委员会上指控拉铁摩尔在美国或者在国务院，或者两者兼有的最高级别的苏联特务。这个参议院小组委员会由参议员米拉德·泰丁斯为主席，负责调查麦卡锡指控的苏联对国务院的广泛渗透与国务院雇员的忠诚度。
拉铁摩尔当时正在阿富汗喀布尔从事一项联合国文化任务，回应称对他的指控纯是“扯淡”，并立即辞职赶回美国参议院泰丁斯委员会上答辩。
麦卡锡参议员并没有直接证据；为了证明拉铁摩尔是个隐藏的共产党员，1950年4月说服路易斯·F·比登兹，一位已经变节反共的美共《工人日报》前编辑，在参议员派特·麦卡兰为主席的参议院内部安全小组委员会 (SISS)上指证欧文·拉铁摩尔既是苏联间谍同时还是秘密共产党员。比登兹也没有拉铁摩尔是共产党的第一手证据，在此前数年间被FBI反复讯问的笔录中也从未说过拉铁摩尔是共产党。比登兹1947年告诉国务院调查员关于拉铁摩尔的共产党嫌疑“没想到任何实例”。 但在1951年参议院听证会上，比登兹作证他在美共的上级曾说拉铁摩尔具有极大价值因为他能强调并支持苏联的政策。泰丁斯委员会多数派报告澄清了对拉铁摩尔所有指控均不成立；但少数派报告全盘接受了比登兹的指控。
1952年2月，拉铁摩尔被传唤到参议院内部安全小组委员会 (SISS)聆讯，该委员会由麦卡锡的同道派特·麦卡兰参议院为主席。此前，SISS的调查员已经没收了太平洋国际学会的所有文档。听证会持续了12天，麦卡锡、麦卡兰与拉铁摩尔展开激烈交锋，拉铁摩尔的自辩不断被麦卡兰主席打断并被逐点驳斥。SISS也传讯了一批学者，如著名蒙古学家尼古拉·尼古拉耶維奇·鮑培，作证拉铁摩尔既无学历，所作的研究也是肤浅的、无批判力的。最致命的作证来自于前共产党员魏复古以及其在華盛頓大學的同事，华盛顿大学远东研究所所长戴德华教授（二战时任美国战时新闻局负责远东地区的副局长）。魏复古作证在三十年代与拉铁摩尔共同编辑《太平洋事务》杂志时，拉铁摩尔知道魏复古的共产党身份，虽然二人对此没有交换过看法，但拉铁摩尔给了魏复古“会心的微笑”（knowing smile）。拉铁摩尔后来帮助魏复古以非共产党知识分子难民的身份移民进入美国。魏复古与戴德华指控拉铁摩尔不关心把战胜共产世界作为第一优先级的行为极大危害了自由世界。他们还断言共产主义对拉铁摩尔的影响的一个佐证是他使用封建（feudal）这个词。拉铁摩尔自辩称他不认为这个词是马克思分子的专利。
1952年，经过17个月的调查与听证，66名证人出席作证，形成数千本卷宗，麦卡兰小组委员会签发226页的全体一致通过的最终报告，宣布“欧文·拉铁摩尔，从1930年代初期某个时候，是苏联阴谋的自觉的发声工具”；“在至少五个独立事务上”拉铁摩尔没有讲出全部真相，例如“证据...确凿地展现了拉铁摩尔知道弗雷德里克·范德比尔德·菲尔德是个共产党，但拉铁摩尔知道这事后仍与其合作，并对小组委员会没有讲出与菲尔德的关系的全部真相...”
1952年底，麦卡兰委员会建议以七項伪证罪起诉拉铁摩尔。时任司法部长麦克格雷纳里鉴于1950年参议院泰丁斯委员会调查拉铁摩尔时FBI拿不出证据而担心起诉拉铁摩尔会导致公众对他的同情。最终于1953年初司法部任命坚定追随麦卡锡参议员的强硬反共的部长助理罗伊·科恩为公诉检察官，以消除外界特别是国会共和党议员对司法部公诉拉铁摩尔热情的怀疑。拉铁摩尔被控七項偽證罪。其中六項是关于拉铁摩尔的证词与太平洋国际学会的文档之间的差异，第七項指控拉铁摩尔寻求精心欺骗参议院麦卡兰小组委员会（SISS）。拉铁摩尔的辩护人，如律师亚伯拉罕·亚伯·方特斯，声称这种差异是由于麦卡兰参议员精心讯问发生在三十年代的晦涩模糊的问题。
1953年1月，约翰·霍普金斯大学历史哲学教授George Boas倡议组建了拉铁摩尔辩护基金会（Lattimore Defense Fund）为其募集刑事辩护的法律资金，并写信给西方汉学界39名著名学者，请求他们对拉铁摩尔的学术能力做出个人评价，并希望能出版这些观点；1953年《Lattimore the Scholar》正式出版。在三年时间里，联邦法官卢瑟·扬德尔驳回了这些控罪。四起控罪被驳回因为无实体的且无法审判的，“这些控罪是如此的不明确，甚至可以说是无效的”；拉铁摩尔是否同情共产主义是个太模糊的问题从而法庭无法公正地做出回答；其他的控罪無關緊要，陪审团不太可能對政治立场判罪。约翰·霍普金斯大学佩奇国际关系学院受此案牵连而关门。
麦卡锡主义在国会对拉铁摩尔的指控与宣传，使他的名字成为在全美家喻户晓的“叛国罪”的代名词。1952年总统大选的共和党全国大会大力宣扬三个标志性的人名：拉铁摩尔、艾奇逊和杜鲁门。拉铁摩尔夫妇驾车旅行时，汽车旅馆的经理在认出他们后甚至拒绝提供住宿服务。

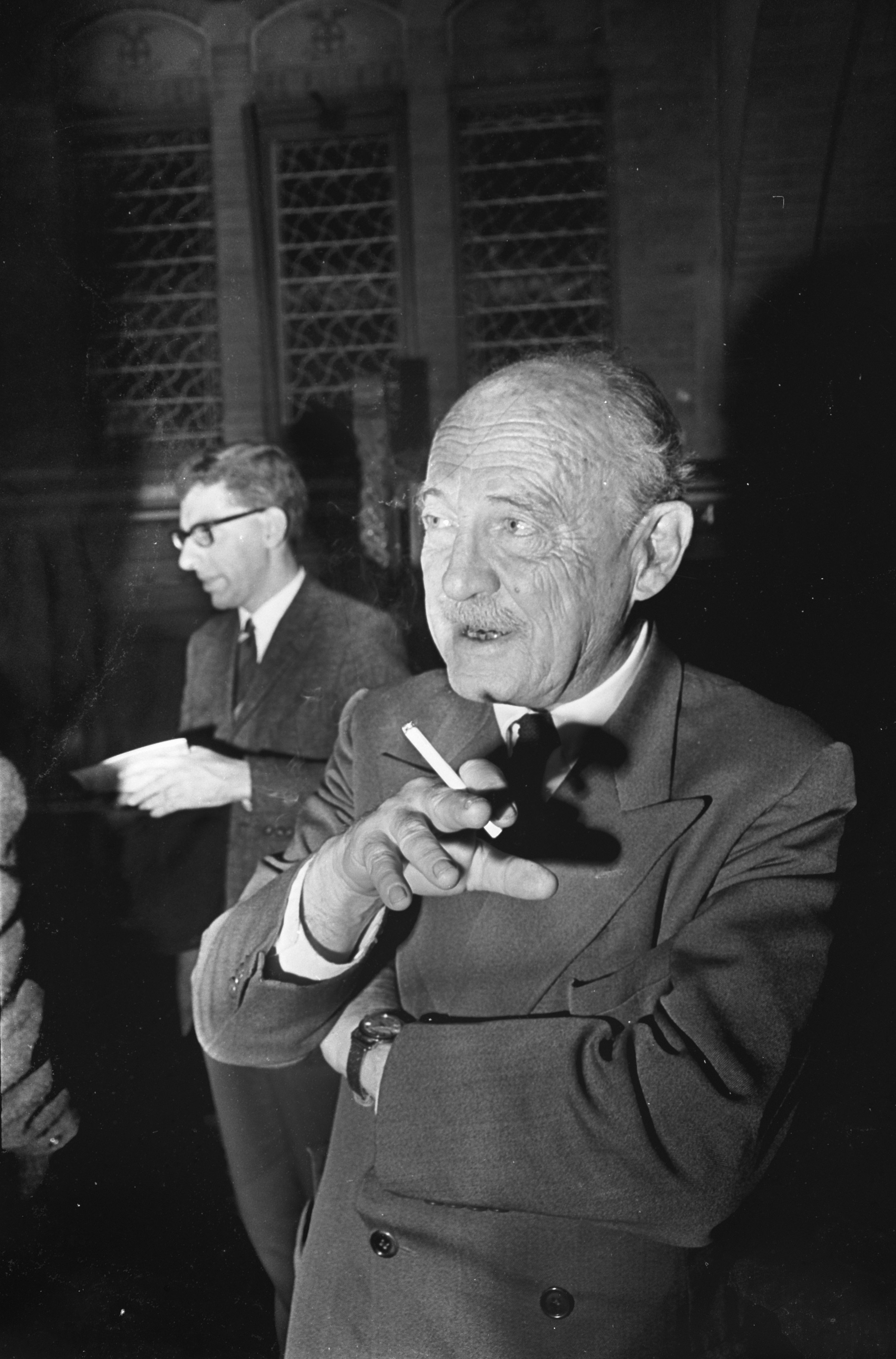
拉铁摩尔1967年在阿姆斯特丹

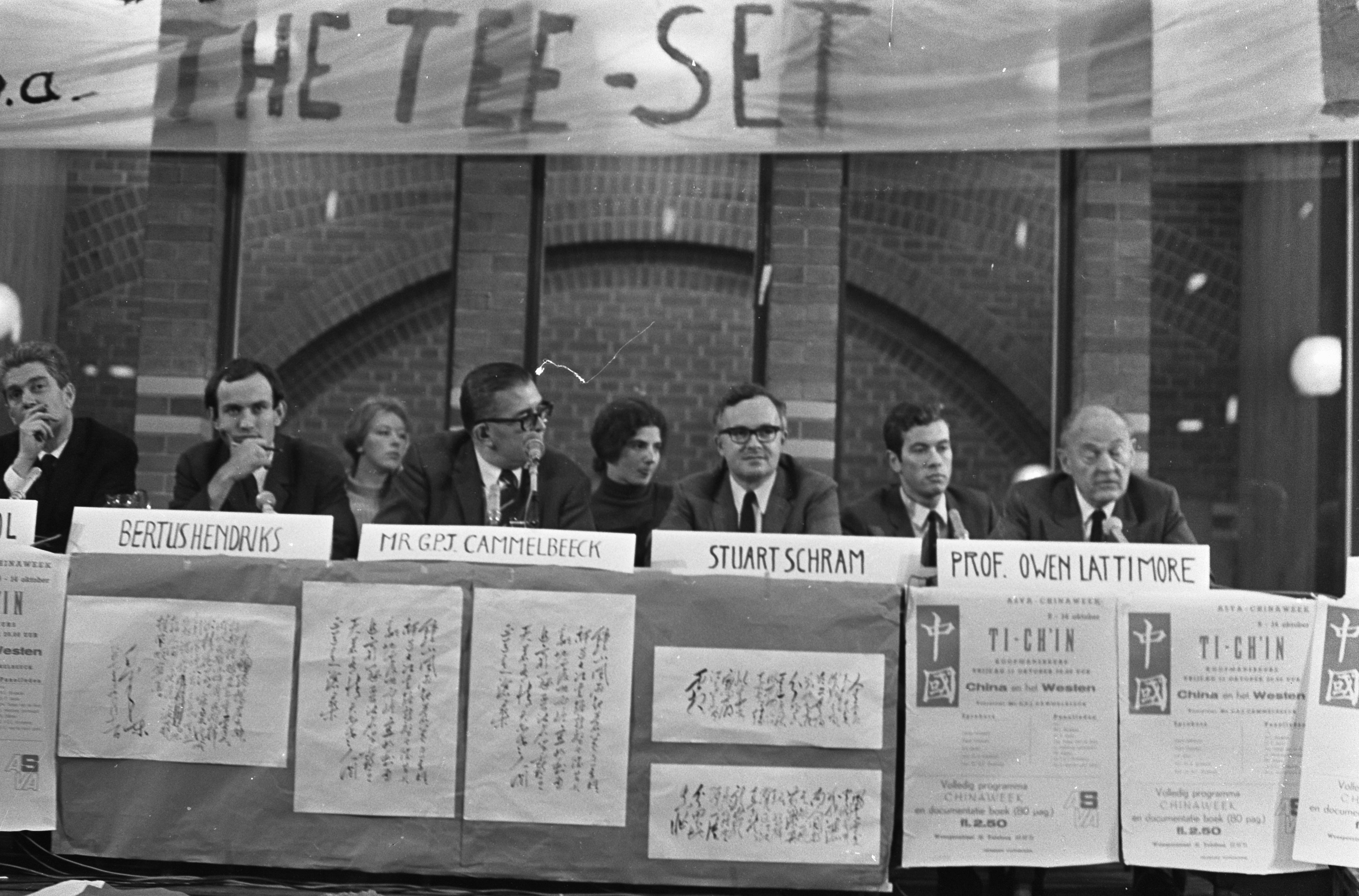
1967年中国学研究，在阿姆斯特丹。前排左起：K.S. Karol (=Karol Kewes), Bertus Hendriks, George Cammelbeeck, 斯图尔特·施拉姆，欧文·拉铁摩尔

1963年，从约翰·霍普金斯大学退休，前往利兹大学创建了中国研究系（Department of Chinese Studies，现为East Asian Studies）。几乎保持了每年一次的到外蒙古的考察旅行。1968年他还开创了蒙古学研究。1969年被蒙古人民共和国科学院授予外籍院士。1970年作为荣誉退休教授。1984年，利兹大学授予其文学博士荣誉学位。查尔斯·比尔德指出：“尽管时而有人指控拉铁摩尔是苏联间谍，但在他的控告者心中，他的真正罪行是他提倡的观点类似于苏联的观点。更糟糕的是，有心人认为他的作品的纯粹影响证明，他对美国决策人和舆论具有明确而有害的影响，进而试图对他加以清算。”
1987年因为中风停止了外出考察旅行。晚年居住于波塔基特 (罗得岛州)。

## 影响
1979年，成为第一个西方人被蒙古人民共和国授予了外国人能获得的最高荣誉北极星勋章。1986年乌兰巴托国家博物馆以其命名了新发现的恐龙。
2008年8月20日至21日，蒙古学研究美国中心、蒙古学研究国际学会（International Association of Mongolian Studies）、蒙古国立大学国际关系学院在乌兰巴托组织了国际会议：“欧文·拉铁摩尔：内亚研究的过去、现在与未来”。

### 理论
1947年发表的《中国历史地理研究中的内亚路径》（An Inner Asian Approach to the Historical Geography of China），探讨了人对自然环境影响的系统，并得出结论文明被其自身对环境的作用所塑造。列出了下述模式： 
1. 一个原始社会追求农业活动，并知道其自身很多地方受限
2. 随着成长与演进，社会开始改变环境。例如，耗尽了狩猎供应与野生作物之后，开始了驯养动物与植物。砍伐森林为其活动开辟空间
3. 随着环境改变，提供了新的机会，如变成草原
4. 随着新的机会，社会发生改变，形成新社会。例如，游牧部落建立起永久定居点，从狩猎采集变为农耕文化。
5. 逆过程也可发生

拉铁摩尔认为，在亚洲大陆，当南方农业社会未成熟壮大之前，无论哪里，都是种植、养畜的混合经济。不能种植的地方，则几乎没有人烟，不存在单纯的游牧经济。北方的人们聚集在草原边缘的山地林莽之内。后来，南方农业社会发展，在地域上不断壮大，向四面八方可能进行农业拓展。一些部落被驱赶到几乎不能进行任何种植的草原地带，放弃混合经济而转为完全的纯畜牧经济，完全依赖天然牧场，最终形成了游牧社会的一套组织办法。在司马迁的记录中，“戎”—“狄”—“匈奴”名称的变更正反映了这一过程。“中国从有利于建立中国社会的精耕农业的环境中，逐出了一些原来与汉族祖先同族的‘落后’部落，促成了草原社会的建立”。草原社会与南方农业社会之间的地域遂呈现“边疆形态”，包括巨大的自然差别和社会差别。秦长城的修建，加强了边疆地带的政治分割强度，加速了草原社会的政治发展与统一，最后是由头曼—冒顿整合起来的草原帝国。

## 作品
- 1928: The Desert Road to Turkestan （页面存档备份，存于）. London: Methuen, 1928. Reprinted: Boston: Little Brown, 1929; New York: Kodansha International, 1995.
- 1930: High Tartary. Boston: Little Brown, 1930. Reprinted: New York: Kodansha International, 1994.
- 1932: Manchuria: Cradle of Conflict （页面存档备份，存于）. New York: Macmillan, 1932; rev. ed. 1935.
- 1934: The Mongols of Manchuria （页面存档备份，存于）: Their Tribal Divisions, Geographical Distribution, Historical Relations With Manchus And Chinese, And Present Political Problems; with maps. New York: John Day, 1934; reprint: New York: H. Fertig, 1969.
- 1934: "China and the Barbarians," in Joseph Barnes, ed.Empire In The East （页面存档备份，存于）. New York: Doubleday, 1934; repr. 1970 ISBN 0-8369-1863-0.
- 1940: Inner Asian Frontiers of China. New York: American Geographical Society, 1940.  Reprinted: Boston: Beacon, 1967.
- 1941: Mongol Journeys. New York: Doubleday Doran, 1941.
- 1942: "China Opens Her Wild West". Washington, D.C.: National Geographic Society, Vol 82:3, September, 1942
- 1944: with Eleanor Holgate Lattimore, The Making of Modern China: A Short History. New York: W.W. Norton, 1944. Reprinted: Washington, DC: Infantry Journal, 1944.
- 1945: Solution in Asia. Boston: Little Brown, 1945.
- 1947: with Eleanor Holgate Lattimore, China: A Short History. New York: W. W. Norton, New and rev., 1947.
- 1949: The Situation in Asia （页面存档备份，存于）. Boston:  Little Brown, 1949.
- 1950: Pivot of Asia: Sinkiang and the Inner Asian frontiers of China and Russia. Boston: Little Brown, 1950.
- 1950: Ordeal by Slander （页面存档备份，存于）. Boston: Little Brown, 1950. Reprinted: New York: Carroll & Graf, 2004; introduction by Blanche Wiessen Cook; preface by David Lattimore.
- 1953 The New Political Geography of Inner Asia. Great Britain: The Geographical Journal, Vol. CXIX Part 1, March 1953. Reprinted:- London: William Clowes and Sons, Limited.
- 1955: with Sh. Nachukdorgi, Nationalism and Revolution in Mongolia. （页面存档备份，存于） New York: Oxford University Press, 1955.
- 1962: Nomads and Commissars: Mongolia Revisited. New York: Oxford University Press, 1962.
- 1962: Studies in Frontier History: Collected Papers, 1928-1958. London; New York: Oxford University Press; Paris: Mouton, 1962.
- 1964: From China Looking Outward: An Inaugural lecture. [Leeds]: Leeds University Press,  1964.
- 1968: with Eleanor Holgate Lattimore, Silks, Spices, and Empire: Asia Seen Through The Eyes Of Its Discoverers. New York: Delacorte, 1968.
- 1970: History and Revolution in China. Lund: Studentlitteratur, 1970.
- 1990: Compiled by Fujiko Isono, China Memoirs: Chiang Kai-shek and the War against Japan. Tokyo: University of Tokyo Press, 1990.

## 进一步阅读
- David Buck, "Owen Lattimore," in John A. Garraty and Mark C. Carnes, ed., American National Biography (New York: Oxford University Press, 1999): 248-250.
- James Cotton, Asian Frontier Nationalism: Owen Lattimore and the American Policy Debate (Atlantic Highlands, NJ: Humanities Press International, 1989). ISBN 0-391-03651-3.
- M. Stanton Evans, Blacklisted by History: The Untold Story of Senator Joe Mccarthy and His Fight against America's Enemies (New York: Crown Forum, 2007), esp. Ch. 29, "Owen Lattimore."
- Flynn, John Thomas. . New York: Devin-Adair. 1953  [2018-09-02]. （原始内容存档于2018-11-17）.
- Fried, Richard, Nightmare in Red: The McCarthy Era in Perspective, New York; Toronto: Oxford University Press, 1990 ISBN 0-19-504360-X.
- Klingaman, William, Encyclopedia of the McCarthy Era, New York: Facts on File, 1996 ISBN 0-8160-3097-9.
- Newman, Robert P. . University of California Press. 1992. ISBN 0-520-07388-6.
- Oshinsky, David, A Conspiracy So Immense: The World of Joe McCarthy, New York: Free Press; London: Collier Macmillan, 1983 ISBN 0-02-923490-5.
- Rowe, William T. . Journal of Asian Studies. 2007, 66 (3): 759–786. doi:10.1017/S0021911807000952.
- Schrecker, Ellen, No Ivory Tower: McCarthyism and the Universities, New York: Oxford University Press, 1986 ISBN 0-19-503557-7.
- Schrecker, Ellen, Many Are the Crimes: McCarthyism in America, Boston; London: Little, Brown, 1998 ISBN 0-316-77470-7.